# Abborragöl (Ekeberga socken, Småland)
Abborragöl är en sjö i Lessebo kommun i Småland och ingår i Ljungbyåns huvudavrinningsområde.